# Hilibanua
Hilibanua is een bestuurslaag in het regentschap Nias Utara van de provincie Noord-Sumatra, Indonesië. Hilibanua telt 967 inwoners (volkstelling 2010).